# Vistoszivatl

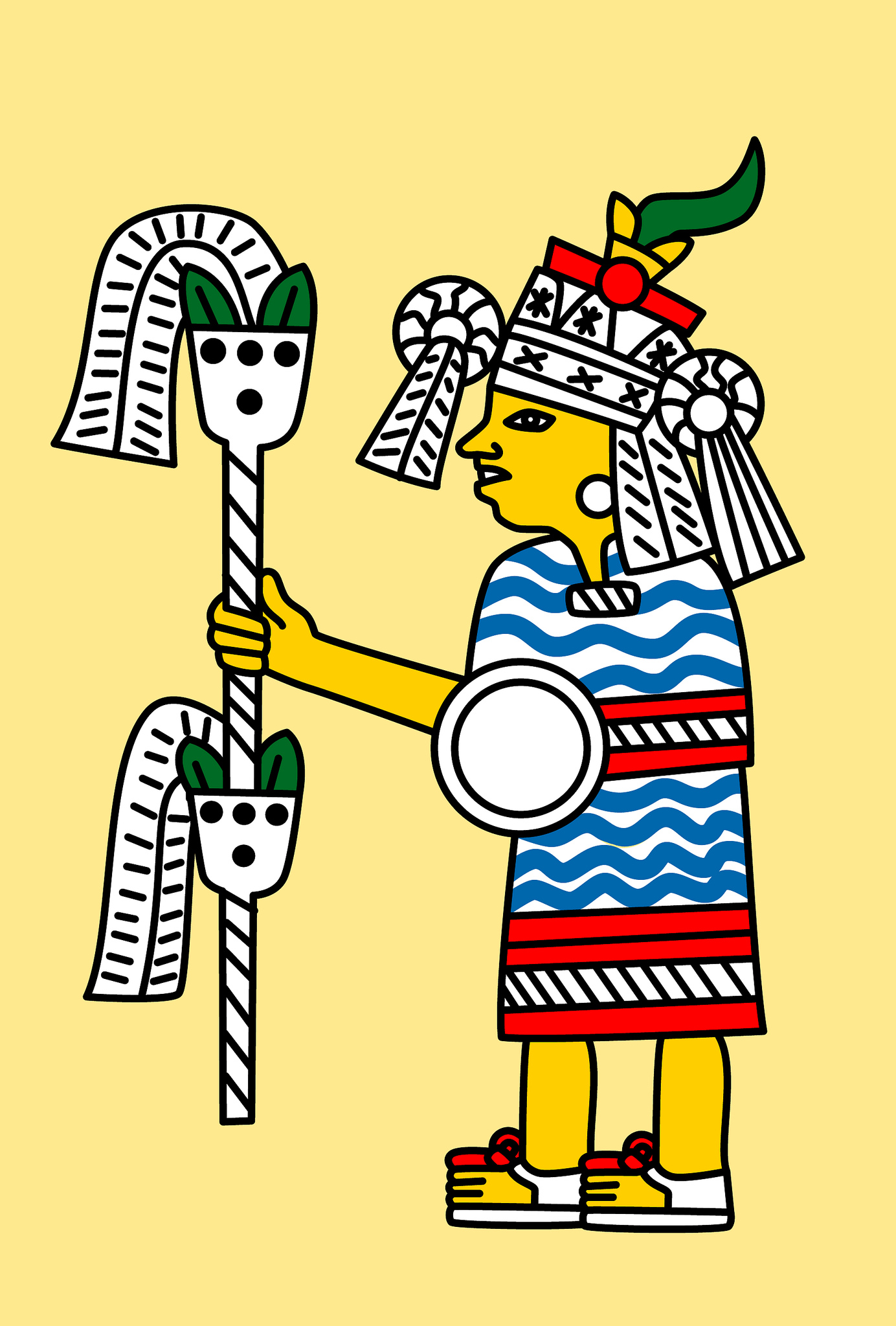
Vistoszivatl ábrázolása

Vistoszivatl (spanyolos írásmóddal: Huixtocihuatl, jelentése sós asszony) a só és a sós vizek istennője az azték mitológiában, Tlalok esőisten nővére. Az egyik fennmaradt forrás Miktlántekutli halálisten feleségének mondja. A feslettség pártfogóját tisztelték benne. Az ábrázolásokon hullámvonalas mintájú ruhát, kezében fehér pajzsot és nádpálcát hord.